# 工藤由美
工藤 由美（くどう ゆみ、1967年10月23日 - ）は、日本のフリーアナウンサー、実業家。株式会社グレイスプラス代表取締役。リーフラス株式会社パートナー講師。

## 来歴
大分県竹田市出身。大分県立竹田高等学校、立教女学院短期大学卒業。
1988年に大分放送 (OBS) に入社し、同局のアナウンサーになる。旧姓は佐藤で、同じく大分放送のアナウンサーであった工藤洋史は夫。
在籍中、大分放送が運営するOBSアナウンスセミナーの講師も務めていた。制作業務にも参加し、2008年・2009年にはパナソニック主催の全国ラジオCMコンクールにおいて2年連続で2位（銀賞）に入賞。2010年の第36回JNN・JRNアノンシスト賞CM部門においては九州・沖縄地区1位になり、全国優秀賞も受賞した。
2012年に大分放送を退社し、フリーアナウンサーへ転向。以後は、大分県内と東京都内で講演を中心とした活動を展開している。株式会社グレイスプラスを設立してからは実業家としても活動し、天然植物成分を用いたオーガニック化粧品ブランドの代理店・プロデュース業を開始。自らショップチャンネルに出演しての商品プロモーションも行っている。

## 担当番組

### テレビ番組
- 朝のホットライン（TBS） - 中継リポーター
- THE WAVE（TBS） - 中継リポーター
- ビッグモーニング（TBS） - 中継リポーター
- OBSニュース（大分放送） - キャスター
- KABOSUタイム（大分放送） - メインキャスター。番組タイトルが『かぼすタイム』になる前の時代に出演していたが[7][8]、各種講師紹介サイトに記載のプロフィールには改題後の2010年にMCを務めたと記されている。
- 子育てひろば（大分放送）
- テレビらんらん（大分放送）
- OBSイブニングニュース（大分放送、2010年 - ） - キャスター

### ラジオ番組
- ナウナウナウ大行進（OBSラジオ）
- 一村一品 大分県知事平松守彦のフューチャードリーム（OBSラジオ、1995年） - MC
- モーニング・ナビゲーション（OBSラジオ）[7]
- おしゃべりパビリオン（OBSラジオ）[7] - 水曜・木曜担当
- 私の作文（OBSラジオ）
- グリーンアワー あなたと一緒にガーデニング（OBSラジオ）
- OBSおはなしワールド（OBSラジオ）
- 日曜アナラジ（OBSラジオ）
- おしずさんの知恵袋（OBSラジオ） - 月曜 - 金曜担当
- 耳よりホームドクター（OBSラジオ） - 月曜・木曜担当
- OBSラジオ図書館（OBSラジオ）
- くらしのたより（OBSラジオ）
- おはなしの森（OBSラジオ）
- 美魔女Style（メディアライツ[9]/AMラジオ23局ネット、2011年 - 2012年） - メインMC

## 著書
- あまい宝石（2013年、作：工藤由美、絵：ジュンファント、出版社：文芸社、ISBN 978-4-286-13354-6） - 工藤自らによる朗読が吹き込まれたCD付き絵本。